# واندرسون دوس سانتوس لوبيز
واندرسون دوس سانتوس لوبيز هو لاعب كرة قدم برازيلي في مركز الهجوم، ولد في 22 أغسطس 1997 في البرازيل لعب سابقاً في نادي الجيل السعودي.

## وصلات خارجية
- واندرسون دوس سانتوس لوبيز على موقع قاعدة بيانات كرة القدم.إي يو (الإنجليزية)
- واندرسون دوس سانتوس لوبيز على موقع Soccerway.com (الإنجليزية)